# Dekanat borysowski
Dekanat borysowski – jeden z 11 dekanatów archidiecezji mińsko-mohylewskiej na Białorusi. Składa się z 14 parafii.

## Lista parafii
| Lp | Miejscowość / parafia                                                     | Proboszcz / administrator   | Kościół                                                                       | Zdjęcie |
| -- | ------------------------------------------------------------------------- | --------------------------- | ----------------------------------------------------------------------------- | ------- |
| 1  | Bohuszewicze Parafia Bożego Ciała                                         |                             | Kościół Bożego Ciała w Bohuszewiczach                                         |         |
| 2  | Borysów Parafia Narodzenia Najświętszej Maryi Panny                       | ks. Paweł Padmyszanin MIC   | Kościół Narodzenia Najświętszej Maryi Panny w Borysowie                       |         |
| 3  | Borysów Parafia Zesłania Ducha Świętego                                   | ks. Władysław Lazar         | Kościół Zesłania Ducha Świętego w Borysowie                                   |         |
| 4  | Berezyna Parafia Matki Bożej Miłosierdzia                                 |                             | Kościół Matki Bożej Miłosierdzia w Berezynie                                  |         |
| 5  | Żodzino Parafia Matki Bożej Fatimskiej                                    | ks. Michał Ćwieczkowski MIC | Kościół Matki Bożej Fatimskiej w Żodzinie                                     |         |
| 6  | Ziembin Parafia Wniebowzięcia Najświętszej Maryi Panny                    |                             | Kościół Wniebowzięcia Najświętszej Maryi Panny w Ziembinie                    |         |
| 7  | Krupki Parafia św. Józefa                                                 |                             | Kościół św. Józefa w Krupkach                                                 |         |
| 8  | Marina Horka Parafia św. Antoniego                                        |                             | Kościół św. Antoniego w Marinej Horce                                         |         |
| 9  | Rudzieńsk Parafia Świętych Apostołów Piotra i Pawła                       |                             | Kościół Świętych Apostołów Piotra i Pawła w Rudzieńsku                        |         |
| 10 | Smolewicze Parafia św. Walentego                                          |                             | Kościół św. Walentego w Smolewiczach                                          |         |
| 11 | Śmiłowicze Parafia Matki Bożej Nieustającej Pomocy i św. Aleksandra       |                             | Kościół Matki Bożej Nieustającej Pomocy i św. Aleksandra w Śmiłowiczach       |         |
| 12 | Sucin Parafia Matki Bożej Szkaplerznej                                    |                             | Kościół Matki Bożej Szkaplerznej w Sucinie                                    |         |
| 13 | Chołopienicze Parafia Niepokalanego Serca Maryi i św. Jozafata Kuncewicza |                             | Kościół Niepokalanego Serca Maryi i św. Jozafata Kuncewicza w Chołopieniczach |         |
| 14 | Czerwień (do 1923 r. Ihumeń) Parafia Podwyższenia Krzyża Świętego         |                             | Kościół Podwyższenia Krzyża Świętego w Czerwieniu                             |         |